# Phil Bryant
Phil Bryant, właśc. Dewey Phillip Bryant  (ur. 9 grudnia 1954 w Moorhead) – amerykański polityk i profesor Mississippi College, członek Partii Republikańskiej. Od 10 stycznia 2012 do 14 stycznia 2020 roku sprawował urząd gubernatora stanu Missisipi.

## Życiorys
Urodził się w Moorhead, w stanie Missisipi, syn Dewey C. and Estelle R. Bryant. Jego ojciec był mechanikiem samochodowym. Jego rodzina przeprowadziła się do Jackson. Ukończył studia licencjackie na University of Southern Mississippi. Potem zdobył tytuł magistra w Mississippi College, gdzie wykłada historię polityczną stanu Mississippi.
W 1990 roku został wybrany do Mississippi House of Representatives. W 1996 został wyznaczony na audytora stanowego. w 2007 został wybrany na zastępcę gubernatora.  W 2011 został wybrany na gubernatora stanu.
Jest zwolennikiem kary śmierci. W 2012 roku wyraził zgodę na przeprowadzenie sześciu egzekucji skazanych na śmierć morderców. 
Żonaty, ma dwójkę dzieci. Razem z rodziną są członkami Zjednoczonego Kościoła Metodystów.